# MXD1
MXD1 (англ. MAX dimerization protein 1) – білок, який кодується однойменним геном, розташованим у людей на короткому плечі 2-ї хромосоми.  Довжина поліпептидного ланцюга білка становить 221 амінокислот, а молекулярна маса — 25 254.
| 10         |  | 20         |  | 30         |  | 40         |  | 50         |
| ---------- |  | ---------- |  | ---------- |  | ---------- |  | ---------- |
| MAAAVRMNIQ |  | MLLEAADYLE |  | RREREAEHGY |  | ASMLPYNNKD |  | RDALKRRNKS |
| KKNNSSSRST |  | HNEMEKNRRA |  | HLRLCLEKLK |  | GLVPLGPESS |  | RHTTLSLLTK |
| AKLHIKKLED |  | CDRKAVHQID |  | QLQREQRHLK |  | RQLEKLGIER |  | IRMDSIGSTV |
| SSERSDSDRE |  | EIDVDVESTD |  | YLTGDLDWSS |  | SSVSDSDERG |  | SMQSLGSDEG |
| YSSTSIKRIK |  | LQDSHKACLG |  | L          |  |            |  |            |

A: Аланін

C: Цистеїн

D: Аспарагінова кислота

E: Глутамінова кислота

G: Гліцин

H: Гістидин

I: Ізолейцин

K: Лізин

L: Лейцин

M: Метіонін

N: Аспарагін

P: Пролін

Q: Глутамін

R: Аргінін

S: Серин

T: Треонін

V: Валін

W: Триптофан

Кодований геном білок за функцією належить до репресорів. 
Задіяний у таких біологічних процесах як транскрипція, регуляція транскрипції, альтернативний сплайсинг. 
Білок має сайт для зв'язування з ДНК. 
Локалізований у ядрі.